# 李圆通 (道士)
李圆通（1878年或1886年4月21日—1967年9月），又名李圆忠，俗名李树棠，号药夫，河北满城人。信仰道教，长居易县狼牙山。崇奉道教全真龙门派，为第十九代玄裔弟子。抗日战争时，曾救出狼牙山五壮士中的幸存者葛振林和宋学义。
1956年，李圆通被选为山西省政协委员。
1957年4月，李圆通到北京出席全国首届道教协会成立大会，当选为中国道协第一届理事会理事，受到中央人民政府副主席朱德、李济深的接见。
文化大革命初期，李圆通与弟子方明淼蒙冤入狱。1967年9月，李圆通道长于狱中绝食羽化。1980年，得到平反。